# Esports World Cup 2024
L'Esports World Cup 2024 ( EWC ) ou coupe du monde de l'esport, était la première édition de l'Esports World Cup, une série annuelle de tournois internationaux d'esports organisée par l'Esports World Cup Foundation, une organisation à but non lucratif financée par l'Arabie saoudite via son fond souverain. 
Elle s'est déroulée à Riyad, en Arabie saoudite, du 3 juillet au 25 août 2024 et a été le plus grand événement d'e-sport au monde, avec 23 événements dans 22 titres de jeux vidéo différents et une cagnotte combinée de 62.5 million de dollars, soit la plus grande de l'histoire de l'e-sport.

## Contexte
Les cinq premiers titres de jeu furent annoncés le 20 février 2024, et des événements supplémentaires ont furent ajoutés au cours des quatre mois suivants.
L'événement s'est déroulé durant huit semaines dans un espace de 59 900 mètres carrés, situé dans le Boulevard City de Riyad.
Le site comprenait quatre arènes d'esports distinctes : la SEF Arena (connue sous le nom de Qiddiya Arena à des fins de parrainage), la 5V5 Arena (connue sous le nom d' Amazon Arena à des fins de parrainage), la BR Arena (connue sous le nom de stc Arena à des fins de parrainage) et le Riyadh Festival.

## Format
L'Esports World Cup 2024 comprenait 23 tournois répartis sur 22 titres compétitifs. Chaque tournoi respectait son propre format et ses propres règles, tandis que 22 tournois contribuaient à une compétition plus vaste connue sous le nom de Championnat des clubs.

### Championnat des clubs
Le championnat des clubs était une compétition inter-jeux dans le cadre de l'Esports World Cup. Le championnat a distribué un total de 20 millions de dollars américains aux 16 meilleurs clubs (terme utilisé par l'EWC à la place de « l'organisation »), en fonction de leur performance globale dans divers jeux tout au long du tournoi. Pour se qualifier pour le championnat des clubs, un club devait terminer dans le top 8 d'au moins deux compétitions, et pour remporter le titre de champion, le club devait également obtenir la première place dans au moins une compétition. Seuls les participants qui ont été annoncés publiquement comme faisant partie de leur organisation respective avant le 14 juin 2024 pour la plupart des jeux, ou le 28 juin 2024 pour les jeux Call of Duty, ont pu accumuler des points pour leur club. Voici la répartition des points attribués en fonction du classement dans les championnats individuels.
| Pos. | Points |   | Pos. | Points |
| 1    | 1000   | 5 | 110  |        |
| 2    | 600    | 6 | 70   |        |
| 3    | 350    | 7 | 40   |        |
| 4    | 200    | 8 | 20   |        |

### Programme de soutien aux clubs
Le programme de soutien aux clubs de la Fondation Esports World Cup était une initiative destinée à fournir une aide financière substantielle à des organisations esports sélectionnées. Grâce à ce programme, les équipes sélectionnées ont reçu un soutien financier annuel pour améliorer leurs opérations et créer plus d'opportunités pour les joueurs professionnels. Au total, 30 organisations esports ont été sélectionnées pour le Programme de soutien aux clubs, dont 22 ont été invitées et 8 admises parmi plus de 150 candidats, sur la base de leurs résultats compétitifs passés, de leurs stratégies futures et de leurs approches de l'engagement des fans. Comme tous les autres compétiteurs de l'EWC, les membres du Programme de soutien aux clubs doivent s'être qualifiés pour chaque événement du jeu et pour le Championnat des clubs, mais ils restent éligibles à des récompenses financières annuelles indépendamment de leur statut de qualification, ainsi qu'à un paiement unique si une organisation souhaite participer à de nouveaux e-sports, en particulier ceux qui étaient présents à la Coupe du monde d'esport. Les récompenses dépendent de la capacité de chaque membre à améliorer l'audience et l'engagement des fans pour l'EWC.
Les 30 équipes représentaient les cinq principales régions compétitives — l’Europe, l’Amérique du Nord, l’Asie, l’Amérique du Sud et le Moyen-Orient — la majorité des équipes étant principalement basées en Europe ou en Amérique du Nord.
 

## Calendrier
| ● | Journées de compétition |

| Juillet / août 2024               | Juillet / août 2024               | Juillet   | Juillet   | Juillet   | Juillet   | Juillet   | Juillet   | Juillet   | Juillet   | Juillet   | Juillet   | Juillet   | Juillet   | Juillet   | Juillet   | Juillet   | Juillet   | Juillet   | Juillet   | Juillet   | Juillet   | Juillet   | Juillet   | Juillet   | Juillet   | Juillet   | Juillet   | Juillet   | Juillet   | Juillet   | Août      | Août      | Août      | Août      | Août      | Août      | Août      | Août      | Août      | Août      | Août      | Août      | Août      | Août      | Août      | Août      | Août      | Août      | Août      | Août      | Août      | Août      | Août      | Août      | Août      |
| Juillet / août 2024               | Juillet / août 2024               | Semaine 1 | Semaine 1 | Semaine 1 | Semaine 1 | Semaine 1 | Semaine 2 | Semaine 2 | Semaine 2 | Semaine 2 | Semaine 2 | Semaine 2 | Semaine 2 | Semaine 3 | Semaine 3 | Semaine 3 | Semaine 3 | Semaine 3 | Semaine 3 | Semaine 3 | Semaine 4 | Semaine 4 | Semaine 4 | Semaine 4 | Semaine 4 | Semaine 4 | Semaine 4 | Semaine 5 | Semaine 5 | Semaine 5 | Semaine 5 | Semaine 5 | Semaine 5 | Semaine 5 | Semaine 6 | Semaine 6 | Semaine 6 | Semaine 6 | Semaine 6 | Semaine 6 | Semaine 6 | Semaine 7 | Semaine 7 | Semaine 7 | Semaine 7 | Semaine 7 | Semaine 7 | Semaine 7 | Semaine 8 | Semaine 8 | Semaine 8 | Semaine 8 | Semaine 8 | Semaine 8 | Semaine 8 |
| Juillet / août 2024               | Juillet / août 2024               | 3         | 4         | 5         | 6         | 7         | 8         | 9         | 10        | 11        | 12        | 13        | 14        | 15        | 16        | 17        | 18        | 19        | 20        | 21        | 22        | 23        | 24        | 25        | 26        | 27        | 28        | 29        | 30        | 31        | 1         | 2         | 3         | 4         | 5         | 6         | 7         | 8         | 9         | 10        | 11        | 12        | 13        | 14        | 15        | 16        | 17        | 18        | 19        | 20        | 21        | 22        | 23        | 24        | 25        |
| --------------------------------- | --------------------------------- | --------- | --------- | --------- | --------- | --------- | --------- | --------- | --------- | --------- | --------- | --------- | --------- | --------- | --------- | --------- | --------- | --------- | --------- | --------- | --------- | --------- | --------- | --------- | --------- | --------- | --------- | --------- | --------- | --------- | --------- | --------- | --------- | --------- | --------- | --------- | --------- | --------- | --------- | --------- | --------- | --------- | --------- | --------- | --------- | --------- | --------- | --------- | --------- | --------- | --------- | --------- | --------- | --------- | --------- |
| Apex Legends                      | Apex Legends                      |           |           |           |           |           |           |           |           |           |           |           |           |           |           |           |           |           |           |           |           |           |           |           |           |           |           |           |           | ●         | ●         | ●         | ●         | ●         |           |           |           |           |           |           |           |           |           |           |           |           |           |           |           |           |           |           |           |           |           |
| Call of Duty : Modern Warfare III | Call of Duty : Modern Warfare III |           |           |           |           |           |           |           |           |           |           |           |           |           |           |           |           |           |           |           |           |           |           |           |           |           |           |           |           |           |           |           |           |           |           |           |           |           |           |           |           |           |           |           | ●         | ●         | ●         | ●         |           |           |           |           |           |           |           |
| Call of Duty : Warzone            | Call of Duty : Warzone            | ●         | ●         | ●         | ●         |           |           |           |           |           |           |           |           |           |           |           |           |           |           |           |           |           |           |           |           |           |           |           |           |           |           |           |           |           |           |           |           |           |           |           |           |           |           |           |           |           |           |           |           |           |           |           |           |           |           |
| Counter-Strike 2                  | Counter-Strike 2                  |           |           |           |           |           |           |           |           |           |           |           |           |           |           | ●         | ●         | ●         | ●         | ●         |           |           |           |           |           |           |           |           |           |           |           |           |           |           |           |           |           |           |           |           |           |           |           |           |           |           |           |           |           |           |           |           |           |           |           |
| Dota 2                            | Dota 2                            |           | ●         | ●         | ●         | ●         |           |           | ●         | ●         | ●         | ●         | ●         |           | ●         | ●         | ●         | ●         | ●         | ●         |           |           |           |           |           |           |           |           |           |           |           |           |           |           |           |           |           |           |           |           |           |           |           |           |           |           |           |           |           |           |           |           |           |           |           |
| EA Sports FC 24                   | EA Sports FC 24                   |           |           |           |           |           |           |           |           |           |           |           |           |           |           |           |           |           |           |           |           |           |           |           |           |           |           |           |           |           |           |           |           |           |           |           |           |           |           |           |           |           |           |           | ●         | ●         | ●         | ●         |           |           |           |           |           |           |           |
| Fortnite                          | Fortnite                          |           |           |           |           |           |           |           |           |           |           |           |           |           |           |           |           |           |           |           |           |           |           |           |           |           |           |           |           |           |           |           |           |           |           |           |           | ●         | ●         | ●         | ●         |           |           |           |           |           |           |           |           |           |           |           |           |           |           |
| Garena Free Fire                  | Garena Free Fire                  |           |           |           |           |           |           |           | ●         | ●         | ●         | ●         | ●         |           |           |           |           |           |           |           |           |           |           |           |           |           |           |           |           |           |           |           |           |           |           |           |           |           |           |           |           |           |           |           |           |           |           |           |           |           |           |           |           |           |           |
| Honor of Kings                    | Honor of Kings                    |           |           |           |           |           |           |           |           |           |           |           |           |           |           |           |           |           |           |           |           |           |           |           |           |           |           |           |           |           | ●         | ●         | ●         | ●         |           |           |           |           |           |           |           |           |           |           |           |           |           |           |           |           |           |           |           |           |           |
| Mobile Legends : Bang Bang        | Hommes                            | ●         | ●         | ●         | ●         | ●         |           |           | ●         | ●         | ●         | ●         | ●         |           |           |           |           |           |           |           |           |           |           |           |           |           |           |           |           |           |           |           |           |           |           |           |           |           |           |           |           |           |           |           |           |           |           |           |           |           |           |           |           |           |           |
| Mobile Legends : Bang Bang        | Femmes                            |           |           |           |           |           |           |           |           |           |           |           |           |           |           |           |           |           |           |           |           |           |           | ●         | ●         | ●         | ●         |           |           |           |           |           |           |           |           |           |           |           |           |           |           |           |           |           |           |           |           |           |           |           |           |           |           |           |           |
| League of Legends                 | League of Legends                 |           | ●         | ●         | ●         | ●         |           |           |           |           |           |           |           |           |           |           |           |           |           |           |           |           |           |           |           |           |           |           |           |           |           |           |           |           |           |           |           |           |           |           |           |           |           |           |           |           |           |           |           |           |           |           |           |           |           |
| Overwatch 2                       | Overwatch 2                       |           |           |           |           |           |           |           |           |           |           |           |           |           |           |           |           |           |           |           |           |           | ●         | ●         | ●         | ●         | ●         |           |           |           |           |           |           |           |           |           |           |           |           |           |           |           |           |           |           |           |           |           |           |           |           |           |           |           |           |
| PUBG : Battlegrounds              | PUBG : Battlegrounds              |           |           |           |           |           |           |           |           |           |           |           |           |           |           |           |           |           |           |           |           |           |           |           |           |           |           |           |           |           |           |           |           |           |           |           |           |           |           |           |           |           |           |           |           |           |           |           |           |           | ●         | ●         | ●         | ●         | ●         |
| PUBG Mobile                       | PUBG Mobile                       |           |           |           |           |           |           |           |           |           |           |           |           |           |           |           |           | ●         | ●         | ●         |           | ●         | ●         |           | ●         | ●         | ●         |           |           |           |           |           |           |           |           |           |           |           |           |           |           |           |           |           |           |           |           |           |           |           |           |           |           |           |           |
| Rainbow Six Siege                 | Rainbow Six Siege                 |           |           |           |           |           |           |           |           |           |           |           |           |           |           |           |           |           |           |           |           |           |           |           |           |           |           |           |           | ●         | ●         | ●         | ●         | ●         |           |           |           |           |           |           |           |           |           |           |           |           |           |           |           |           |           |           |           |           |           |
| Rennsport                         | Rennsport                         |           |           |           |           |           |           |           |           |           |           |           |           |           |           |           |           |           |           |           |           |           |           |           |           |           |           |           |           |           |           |           |           |           |           |           |           |           |           |           |           |           |           |           |           |           |           |           |           |           |           | ●         | ●         | ●         | ●         |
| Rocket League                     | Rocket League                     |           |           |           |           |           |           |           |           |           |           |           |           |           |           |           |           |           |           |           |           |           |           |           |           |           |           |           |           |           |           |           |           |           |           |           |           |           |           |           |           |           |           |           |           |           |           |           |           |           |           | ●         | ●         | ●         | ●         |
| StarCraft II                      | StarCraft II                      |           |           |           |           |           |           |           |           |           |           |           |           |           |           |           |           |           |           |           |           |           |           |           |           |           |           |           |           |           |           |           |           |           |           |           |           |           |           |           |           |           |           | ●         | ●         | ●         | ●         | ●         |           |           |           |           |           |           |           |
| Street Fighter 6                  | Street Fighter 6                  |           |           |           |           |           |           |           |           |           |           |           |           |           |           |           |           |           |           |           |           |           |           |           |           |           |           |           |           |           |           |           |           |           |           |           |           | ●         | ●         | ●         | ●         |           |           |           |           |           |           |           |           |           |           |           |           |           |           |
| Strinova                          | Strinova                          |           |           |           |           |           |           |           |           |           |           |           |           |           |           |           |           |           |           |           |           |           |           |           |           |           |           |           |           |           |           |           |           |           | ●         | ●         |           |           |           |           |           |           |           |           |           |           |           |           |           |           |           |           |           |           |           |
| Teamfight Tactics                 | Teamfight Tactics                 |           |           |           |           |           |           |           |           |           |           |           |           |           |           |           |           |           |           |           |           |           |           |           |           |           |           |           |           |           |           |           |           |           |           |           |           | ●         | ●         | ●         | ●         |           |           |           |           |           |           |           |           |           |           |           |           |           |           |
| Tekken 8                          | Tekken 8                          |           |           |           |           |           |           |           |           |           |           |           |           |           |           |           |           |           |           |           |           |           |           |           |           |           |           |           |           |           |           |           |           |           |           |           |           |           |           |           |           |           |           |           |           |           |           |           |           |           | ●         | ●         | ●         |           |           |

## Résultats

### Gagnants de l'événement
| Jeu                                | Or | Argent                                                                           | Bronze                                                                        |
| Apex Legends                       | Alliance Effect · Hakis · unlucky | Team Falcons Genburten · ImperialHal · Zer0                                      | Luminosity Gaming Fuhhnq · Sikezz · sweetdreams                               |
| Call of Duty: Modern Warfare III   | Atlanta FaZe aBeZy · Cellium · Drazah · Simp | 100 Thieves Ghosty · JoeDecieves · Kremp · Nastie                                | OpTic Gaming Dashy · Kenny · Pred · Shotzzy                                   |
| Call of Duty: Modern Warfare III   | Atlanta FaZe aBeZy · Cellium · Drazah · Simp | 100 Thieves Ghosty · JoeDecieves · Kremp · Nastie                                | Vancouver Surge 04 · Abuzah · Breszy · Huke                                   |
| Call of Duty: Warzone              | Team Falcons Biffle · Shifty · Soka | Fnatic Almond · Newbz · Skullface                                                | Twisted Minds Aydan · Knight · zSmit                                          |
| Counter-Strike 2                   | Natus Vincere Aleksib · b1t · iM · jL · w0nderful | G2 Esports huNter- · NiKo · malbsMd · m0NESY · Snax                              | Virtus.pro electroNic · fame · FL1T · Jame · n0rb3r7                          |
| Counter-Strike 2                   | Natus Vincere Aleksib · b1t · iM · jL · w0nderful | G2 Esports huNter- · NiKo · malbsMd · m0NESY · Snax                              | Mouz Brollan · Jimpphat · siuhy · torzsi · xertioN                            |
| Dota 2                             | Gaimin Gladiators Ace · dyrachyo · Quinn · Seleri · tOfu | Team Liquid 33 · Boxi · Insania · miCKe · Nisha                                  | Team Falcons ATF · Cr1t- · Malr1ne · skiter · Sneyking                        |
| EA Sports FC 24                    | jafonso (Luna Galaxy) | Young (Tuzzy E-Sports)                                                           | PHzin (Al-Ula FC)                                                             |
| EA Sports FC 24                    | jafonso (Luna Galaxy) | Young (Tuzzy E-Sports)                                                           | AbuMakkah (Team Falcons)                                                      |
| Fortnite                           | XSET Cold · Edgey · Muz · Ritual | Exceed Kwanti · Meelks · Okis · Peterbot                                         | Heroic Fredoxie · Hellfire · Kiro · Th0masHD                                  |
| Fortnite                           | XSET Cold · Edgey · Muz · Ritual | Exceed Kwanti · Meelks · Okis · Peterbot                                         | Karmine Corp Anas · Malibuca · Merstach · SwizzY                              |
| Garena Free Fire                   | Team Falcons COUGAR · COZQ · ONEMORE · ONFIRE · PETER | EVOS Divine AbaaaX · AimGOD · Bara · Geday · Reyyy                               | Netshoes Miners General · NANDO9 · Proxx7 · Raone7                            |
| Honor of Kings                     | KPL Dream Team Cat (All Gamers) · Chance (Douyu) · Fly (RW) · Fox (LGD NBW) · Hai (EStar) · NoFear (JDG) · Pang (Wolves) · Qing (Talent) · Rong (EStar) · Yinuo (All Gamers) | LGD Gaming MY Jimmy · JR · Muskang King · Siang · Zhe · Zhihong                  | Keyd Stars 0ne · Dani · Maynah · Niap · Supinão · ySacer                      |
| Honor of Kings                     | KPL Dream Team Cat (All Gamers) · Chance (Douyu) · Fly (RW) · Fox (LGD NBW) · Hai (EStar) · NoFear (JDG) · Pang (Wolves) · Qing (Talent) · Rong (EStar) · Yinuo (All Gamers) | LGD Gaming MY Jimmy · JR · Muskang King · Siang · Zhe · Zhihong                  | All Gamers Global Lived · Myosotis · Qinglin · SNOW · Zaiz                    |
| Mobile Legends: Bang Bang – Hommes | Selangor Red Giants Innocent · Kramm · Sekys · Stormie · YumS | Falcons AP Bren FlapTzy · KyleTzy · Owgwen · Pheww · Super Marco                 | Liquid ECHO Bennyqt · Jaypee · KarlTzy · Sanford · Sanji                      |
| Mobile Legends: Bang Bang – Hommes | Selangor Red Giants Innocent · Kramm · Sekys · Stormie · YumS | Falcons AP Bren FlapTzy · KyleTzy · Owgwen · Pheww · Super Marco                 | NIP Flash Diablo · Hades · JPL · KurtTzy · Vanix                              |
| Mobile Legends: Bang Bang – Femmes | Omega Empress Amoree · Ayanami · Keishi · Meraaay · Shinoa | Team Vitality Chell · Cinny · Fumi · Vival · Vivian                              | Team Falcons Vega Chincaaw · Funi · Meylane · Thall · Violet                  |
| Mobile Legends: Bang Bang – Femmes | Omega Empress Amoree · Ayanami · Keishi · Meraaay · Shinoa | Team Vitality Chell · Cinny · Fumi · Vival · Vivian                              | Victory Song Gamers Gayleee · Kioway · Minun · Riyaan · Syncro                |
| League of Legends                  | T1 Zeus · Oner · Faker · Gumayusi · Keria | Top Esports 369 · Tian · Creme · JackeyLove · Meiko                              | Team Liquid Impact · UmTi · APA · Yeon · CoreJJ                               |
| League of Legends                  | T1 Zeus · Oner · Faker · Gumayusi · Keria | Top Esports 369 · Tian · Creme · JackeyLove · Meiko                              | G2 Esports BrokenBlade · Yike · Caps · Hans Sama · Mikyx                      |
| Overwatch 2                        | Crazy Raccoon CH0R0NG · HeeSang · Junbin · LIP · MAX · Shu | Toronto Ultra MER1T · Rupal · SOMEONE · Sugarfree · Vega                         | Team Falcons ChiYo · Fielder · Hanbin · Proper · SirMajed · smurf · Stalk3r   |
| Overwatch 2                        | Crazy Raccoon CH0R0NG · HeeSang · Junbin · LIP · MAX · Shu | Toronto Ultra MER1T · Rupal · SOMEONE · Sugarfree · Vega                         | ZETA DIVISION AlphaYi · BERNAR · Fearless · FINN · Flora · Viol2t             |
| PUBG: Battlegrounds                | Soniqs hwinn · Kickstart · Shrimzy · TGLTN | Petrichor Road Aixleft · AZ · Cui71 · Ming · Summer                              | FaZe Clan curexi · Gustav · Fexx · Jeemzz                                     |
| PUBG Mobile                        | Alpha7 Esports Carrilho · Mafioso · Magrelin · Revo | Reject Devine · Duelo · Reiji · SaRa                                             | Tianba GGBond · Long · Lyu · Qzzz                                             |
| Rainbow Six Siege                  | Team BDS BriD · LikEfac · Shaiiko · Solotov · Yuzus | w7m esports d4sh · Dodez · Dotz · L0BIN · volpz                                  | Team Liquid Lagonis · Maia · Nesk · Paluh · resetz                            |
| Rainbow Six Siege                  | Team BDS BriD · LikEfac · Shaiiko · Solotov · Yuzus | w7m esports d4sh · Dodez · Dotz · L0BIN · volpz                                  | Furia Esports FelipoX · HerdsZ · Jv92 · Kheyze · nade                         |
| Rennsport                          | Kevin Siggy (Team Redline) | Sebastian Job (Team Redline)                                                     | Maximilian Benecke (Mouz)                                                     |
| Rennsport                          | Team Redline Jeffery Rietveld · Kevin Siggy · Luke Bennett · Sebastian Job                                                                                                   | Team Vitality Erhan Jajovski · Jiri Toman · Marcell Csincsik · Thibault Cazaubon | Mouz Christopher Dambietz · Maximilian Benecke · Moritz Löhner · Yuri Kasdorp |
| Rocket League                      | Team BDS dralii · ExoTiiK · M0nkey M00n | Team Falcons Kiileerrz · Rw9 · trk511                                            | Gen.G Mobil1 Racing ApparentlyJack · Chronic · Firstkiller                    |
| Rocket League                      | Team BDS dralii · ExoTiiK · M0nkey M00n | Team Falcons Kiileerrz · Rw9 · trk511                                            | G2 Stride Atomic · Daniel · nass                                              |
| StarCraft II                       | Clem (Team Liquid) | Serral (BASILISK)                                                                | Dark (Talon Esports)                                                          |
| StarCraft II                       | Clem (Team Liquid) | Serral (BASILISK)                                                                | herO (Weibo Gaming)                                                           |
| Street Fighter 6                   | Xiao Hai (KuaiShow Gaming) | Kawano (Good 8 Squad)                                                            | Tachikawa (Burning Core Toyama)                                               |
| Street Fighter 6                   | Xiao Hai (KuaiShow Gaming) | Kawano (Good 8 Squad)                                                            | gachikun (Good 8 Squad)                                                       |
| Strinova                           | MMR Fan · ON · Rite · Xiaowu · yzii | Super Shuai BriBri · BTMC · Kariyu · lyr1c · Tuonto                              | Nova Guardians kept · Masuo · SKJsa2 · SKJShinka · SoVault                    |
| Strinova                           | MMR Fan · ON · Rite · Xiaowu · yzii | Super Shuai BriBri · BTMC · Kariyu · lyr1c · Tuonto                              | Twisted Minds ExiT · Fr4nky · Gwzh · Saint · Zimo                             |
| Teamfight Tactics                  | Wolves Esports LiShao · Serein · Sheltie · YGQF | T1 Binteum · Bobae · dunizuni · sCsC                                             | Team Vitality K3soju · MilkK · Setsuko · torontotokyo                         |
| Teamfight Tactics                  | Wolves Esports LiShao · Serein · Sheltie · YGQF | T1 Binteum · Bobae · dunizuni · sCsC                                             | Twisted Minds 60second · Huanmie · RiYue · Snowy                              |
| Tekken 8                           | ULSAN (Kwangdong Freecs) | ATIF (Team Falcons)                                                              | Yagami (Al Qadsiah FC)                                                        |
| Tekken 8                           | ULSAN (Kwangdong Freecs) | ATIF (Team Falcons)                                                              | Double (ZETA DIVISION)                                                        |

## Cagnotte
L'Esports World Cup 2024 avait une cagnotte de 62,5 millions de dollars, la plus grande cagnotte combinée de l'histoire de l'e-sport. Le prix en argent a été divisé en quatre catégories : le championnat des clubs, les championnats individuels, les qualifications et les prix MVP. Le championnat des clubs a attribué 20  millions  de dollars aux 16 meilleures équipes en fonction de leur performance globale, tandis que les 22 championnats individuels avait une cagnotte combinée de 33,8 millions de dollars. Les équipes ont gagné un total de 7 millions de $ lors des épreuves de qualification, et le MVP de chaque épreuve a reçu 50 000 $.
| Catégorie                | Prix         |
| ------------------------ | ------------ |
| Championnat des clubs    | 20 000 000 $ |
| Championnats individuels | 33 800 000 $ |
| Qualifications           | 7 600 000 $  |
| Prix MVP                 | 1 100 000 $  |

| Pos.  | Équipe             | Prix        |
| ----- | ------------------ | ----------- |
| 1     | Team Falcons       | 7 000 000 $ |
| 2     | Team Liquid        | 4 000 000 $ |
| 3     | Team BDS           | 2 000 000 $ |
| 4     | Team Vitality      | 1 500 000 $ |
| 5     | T1                 | 1 250 000 $ |
| 6     | Clan FaZe          | 1 000 000 $ |
| 7     | Gladiateurs Gaimin | 800 000 $   |
| 8     | Natus Vincere      | 600 000 $   |
| 9     | G2 Esports         | 450 000 $   |
| 10    | Kwangdong Freecs   | 350 000 $   |
| 11    | Toronto Ultra      | 250 000 $   |
| 12    | Esprits tordus     | 200 000 $   |
| 13–15 | MOUZ               | 150 000 $   |
| 13–15 | Fnatic             | 150 000 $   |
| 13–15 | DIVISION ZETA      | 150 000 $   |
| 16–17 | Furia Esports      | 75 000 $    |
| 16–17 | Jeux Weibo         | 75 000 $    |

## Réponse
En mars 2024, l'organisation d'e-sport Ex Oblivione a annoncé sa décision de ne pas participer à la compétition Overwatch 2 lors de la Esports World Cup 2024. L'équipe a exprimé des inquiétudes quant au manque d'accessibilité nécessaire pour tous les membres de sa communauté et quant à l'exclusion potentielle de ses fans de la participation à l'événement. Cette décision a reçu une réponse mitigée de la part de ses partisans et de sa communauté, beaucoup exprimant leur soutien tandis que d'autres critiquaient l'organisation.
En juin 2024, les Esports Awards ont annoncé qu'ils organiseraient une cérémonie lors de la Esports World Cup à Riyad fin août. L’annonce a été accueillie avec des critiques de la part de plusieurs personnalités du monde de l’e-sport. De plus, plusieurs parties prenantes et membres du personnel, dont les animateurs d'e-sport Caleb Simmons et Alex « Goldenboy » Mendez, ont démissionné du panel des Esports Awards,.

## Remarques
1. ↑  Pour les épreuves sans départage, les 3-4 reçoivent 275 points, les 5-6 90 points, les 5-8 60 points, et/ou les 7-8 30 points[6].
2. ↑  100 Thieves représentait les Los Angeles Thieves de la Call of Duty League.
3. ↑  OpTic Gaming représentait OpTic Texas de la Call of Duty League.
4. ↑  Connu sous le nom de Riyadh Masters 2024, ce tournoi fait partie de la série Riyadh Masters et constitue une étape de l'ESL Pro Tour. Les deux saisons précédentes du tournoi faisaient partie de Gamers8, le prédécesseur de l'EWC.
5. ↑  Cet événement n'est pas sponsorisé, approuvé ou administré par Epic Games.
6. ↑  Le tournoi fait partie des Free Fire World Series.
7. ↑  Connu sous le nom de Honor of Kings Invitational Midseason 2024...
8. ↑  Representative …
9. ↑  Connue sous le nom de MLBB Mid Season Cup 2024.
10. ↑  En raison d'un partenariat, les points gagnés par cette équipe vont à l'Équipe Falcons.
11. ↑  Connu sous le nom de MLBB Women's Invitational 2024.
12. ↑  Cet événement n'est pas sponsorisé...
13. ↑  Le tournoi fait partie des PUBG Global Series.
14. ↑  Connue sous le nom de PUBG Mobile World Cup 2024...
15. ↑  Le tournoi fait partie du circuit R1 de l'ESL. R1...
16. ↑  Le tournoi fait partie de l'ESL Pro Tour.